# Maria Jarema

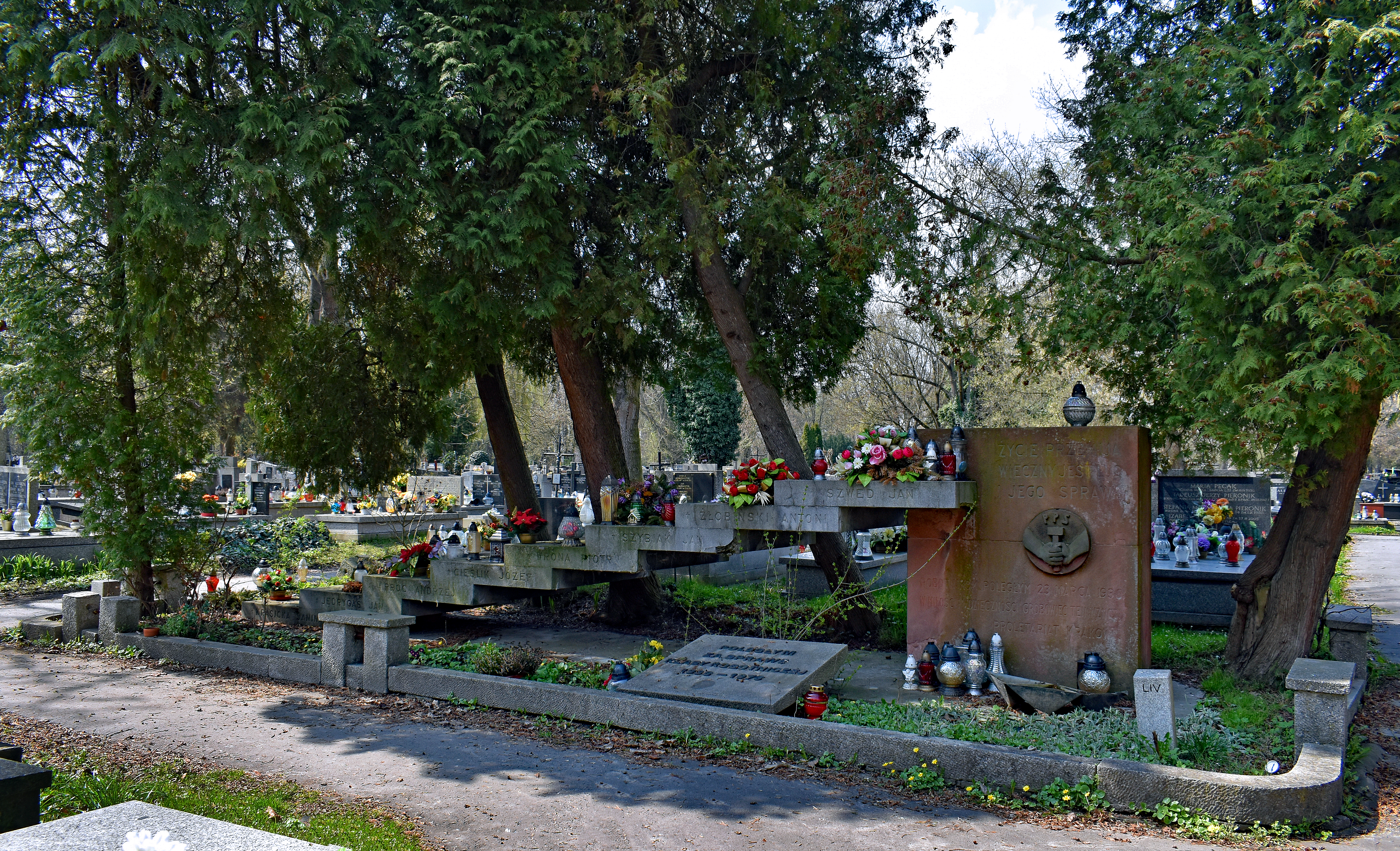
A rendőrség által 1936-ban lelőtt munkások sírja és emlékműve (1951) Rakowicki temető

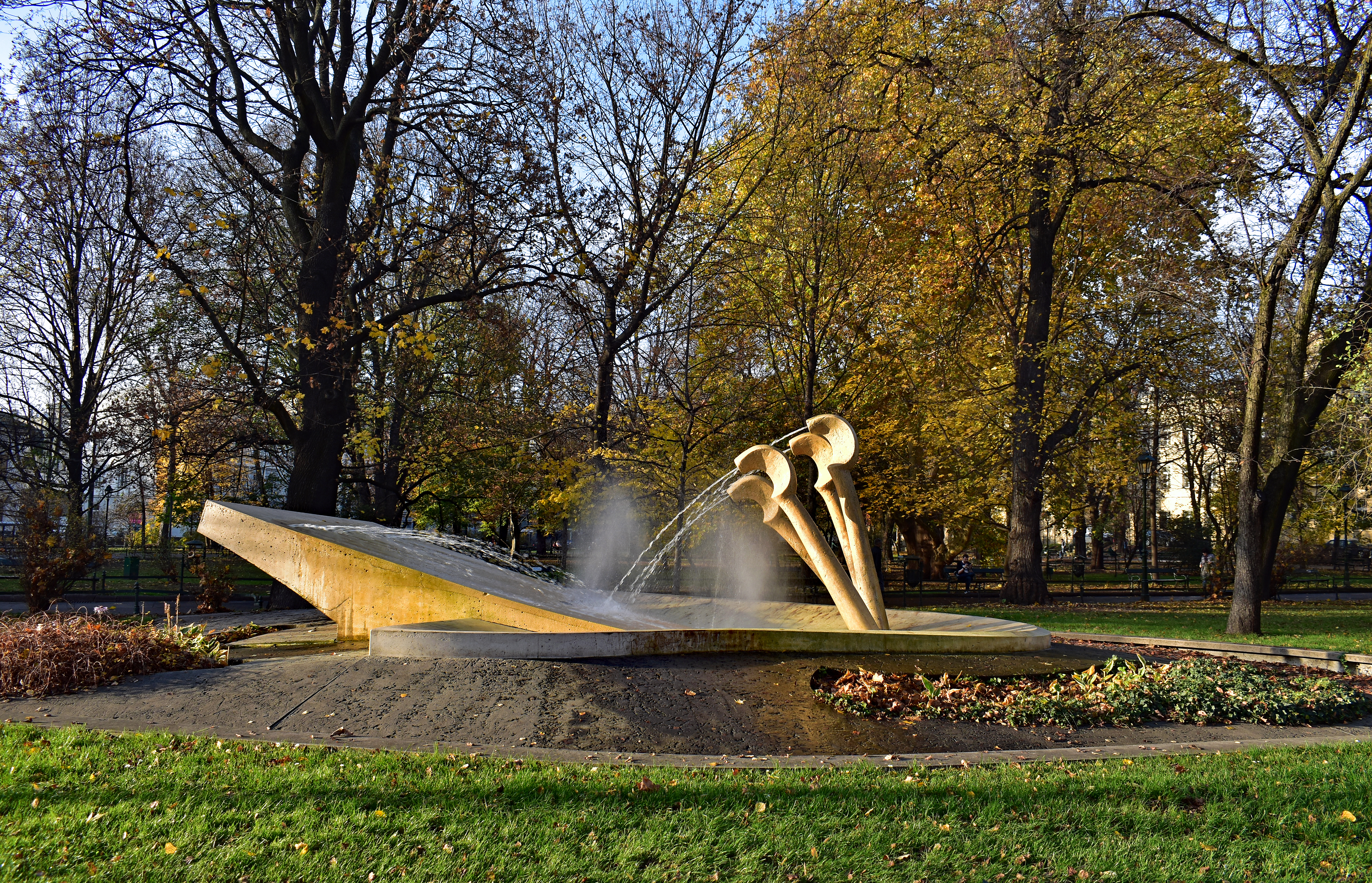
Chopin zongorája – szökőkút-emlékmű (1949) Krakkó

Maria Jarema (Staryi Sambir, 1908. november 24. – Krakkó, 1958. november 1.) lengyel festő, szobrász és díszlettervező.

## Élete
1908. november 24-én született Staryi Sambirban. 1929 és 1935 között a Krakkói Képzőművészeti Akadémián tanult szobrászatot Xawery Dunikowski irányítása alatt. 1930-ban társalapítója volt az avantgárd, radikális baloldali krakkói csoportnak.
A második világháború kitörése előtt főleg szobrászattal foglalkozott, de a háború után a festészetre koncentrált. Művei főként absztrakt festmények voltak. 1951-től kezdve monotípiákat készített. Ezt a nyomdai technikát használva és néha olajfestékkel és temperával kombinálva alkotta meg leghíresebb festményciklusait: Penetracje (Penetrációk / Behatolások) és Rytmy (Ritmusok).
A művei az emberi alak és annak térben elfoglalt helye, valamint a mozgás festészeti ábrázolása iránt tanúsítanak nagy vonzalmat. A figurális megjelenítés és az absztrakt jelek közötti egyensúlyozás szintén jellegzetes vonása a festményeinek. Józef Jarema, Henryk Gotlib és Zbigniew Pronaszko mellett egyik alapítója volt a Cricot nevű avantgárd színháznak (1933–1938). Tadeusz Kantorral és a Cricot 2 nevű kísérleti színházzal, valamint Adam Polewka bábszínházával való művészi együttműködéséről is ismert.
Festményeit számos lengyelországi múzeumban kiállították, köztük a Zachęta Nemzeti Művészeti Galériában.
1958. november 1-jén hunyt el hosszan tartó, krónikus betegségben. A krakkói Salwator temetőben temették el.
2018-ban Formy (Formák) című festménye több mint 1 millió złotyért (kb. 270 000 dollárért) kelt el egy árverésen, ami akkoriban a legdrágábban eladott női művész festménye volt Lengyelországban.
2019-ben Dauksza Agnieszka kiadta a Nike Irodalmi Díjra jelölt Jaremianka című könyvet. Az életrajz Jarema életére és művészi örökségére összpontosít.

### Magánélete
Józef Jarema festőművésznek és Władysław Jarema színésznek – a krakkói Groteska Színház alapítójának – testvére volt. Feleségül ment Kornel Filipowicz regény- és novellaíróhoz.

## Fordítás
- Ez a szócikk részben vagy egészben  a   Maria Jarema című angol Wikipédia-szócikk ezen változatának fordításán alapul.  Az eredeti cikk szerkesztőit annak laptörténete sorolja fel. Ez a jelzés csupán a megfogalmazás eredetét és a szerzői jogokat jelzi, nem szolgál a cikkben szereplő információk forrásmegjelöléseként.